# Gare de Saint-Mandé
Ne doit pas être confondu avec Saint-Mandé (métro de Paris).
Pour les articles homonymes, voir Saint-Mandé (homonymie).
 (juillet 2020).
Si vous disposez d'ouvrages ou d'articles de référence ou si vous connaissez des sites web de qualité traitant du thème abordé ici, merci de compléter l'article en donnant les références utiles à sa vérifiabilité et en les liant à la section « Notes et références ».
La gare de Saint-Mandé est une ancienne gare ferroviaire française située sur la ligne de Paris-Bastille à Marles-en-Brie, dite ligne de Vincennes.

## Situation ferroviaire
À l'origine, la gare de Saint-Mandé est située au point kilométrique (PK) 4,280 de la ligne de Paris-Bastille à Marles-en-Brie, dite ligne de Vincennes, entre les gares de Bel-Air et de Vincennes, cette dernière étant toujours en service.

## Histoire

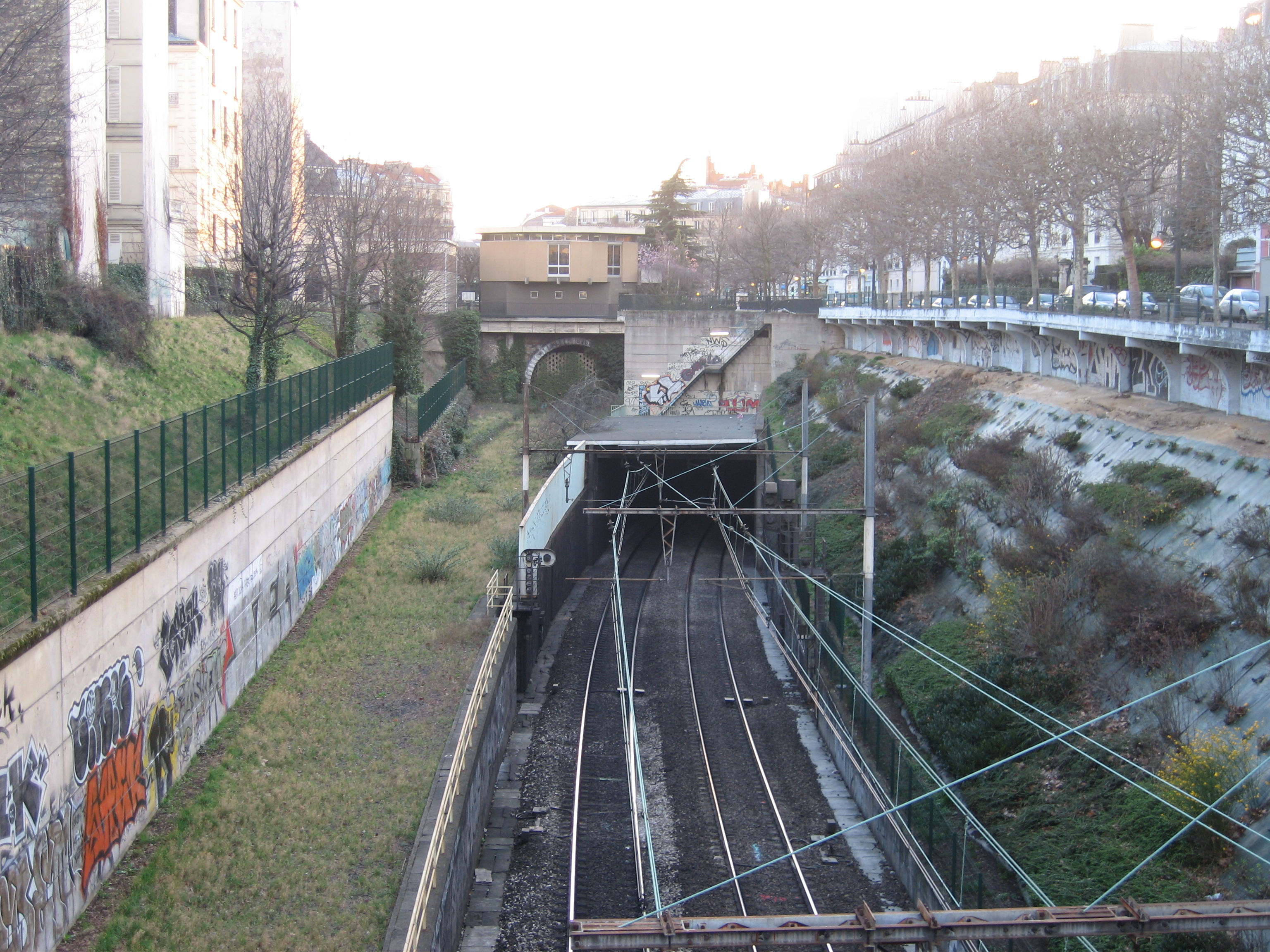
L'emplacement de l'ancienne gare, là où le RER A pénètre dans son tunnel sous Paris. Le bâtiment voyageurs se situait au dessus de l'entrée du tunnel condamné.

La gare est ouverte le 22 septembre 1859 par la Compagnie des chemins de fer de l'Est pour assurer la desserte de Saint-Mandé. Elle est très prisée des Parisiens pour accéder au bois de Vincennes.
En 1891, la gare est le théâtre d'un terrible accident ferroviaire : à une heure de forte affluence, un train à l'arrêt est tamponné par le train suivant ce qui cause un début d'incendie ; on dénombre 43 victimes.
En 1934 la gare se retrouve à proximité de la nouvelle station Saint-Mandé - Tourelle de la ligne 1 du métro de Paris. Son trafic commence à décliner en raison de la concurrence du métropolitain.
En 1963, il est décidé d'intégrer la ligne de Vincennes au métro régional, amorce du futur RER A. La section terminale située entre Saint-Mandé et la gare de la Bastille doit cependant être abandonnée au profit d'un nouveau terminus souterrain situé à la gare de Nation. De ce fait, la gare de Saint-Mandé est condamnée à la fermeture. Le dernier train dessert la gare le 14 décembre 1969 et la nouvelle gare de Nation entre en service le lendemain.
Les infrastructures de la gare sont conservées pendant un temps grâce au maintien d'un trafic fret vers la gare de Reuilly. La ligne est finalement désaffectée en 1985. Le bâtiment voyageurs de la gare est démoli et la tranchée à proximité convertie en parkings souterrains. Si la voie a été déposée, les quais sont encore visibles. Ils sont situés immédiatement à l'ouest de la trémie qui marque le début du tunnel du RER A.